# مؤثر

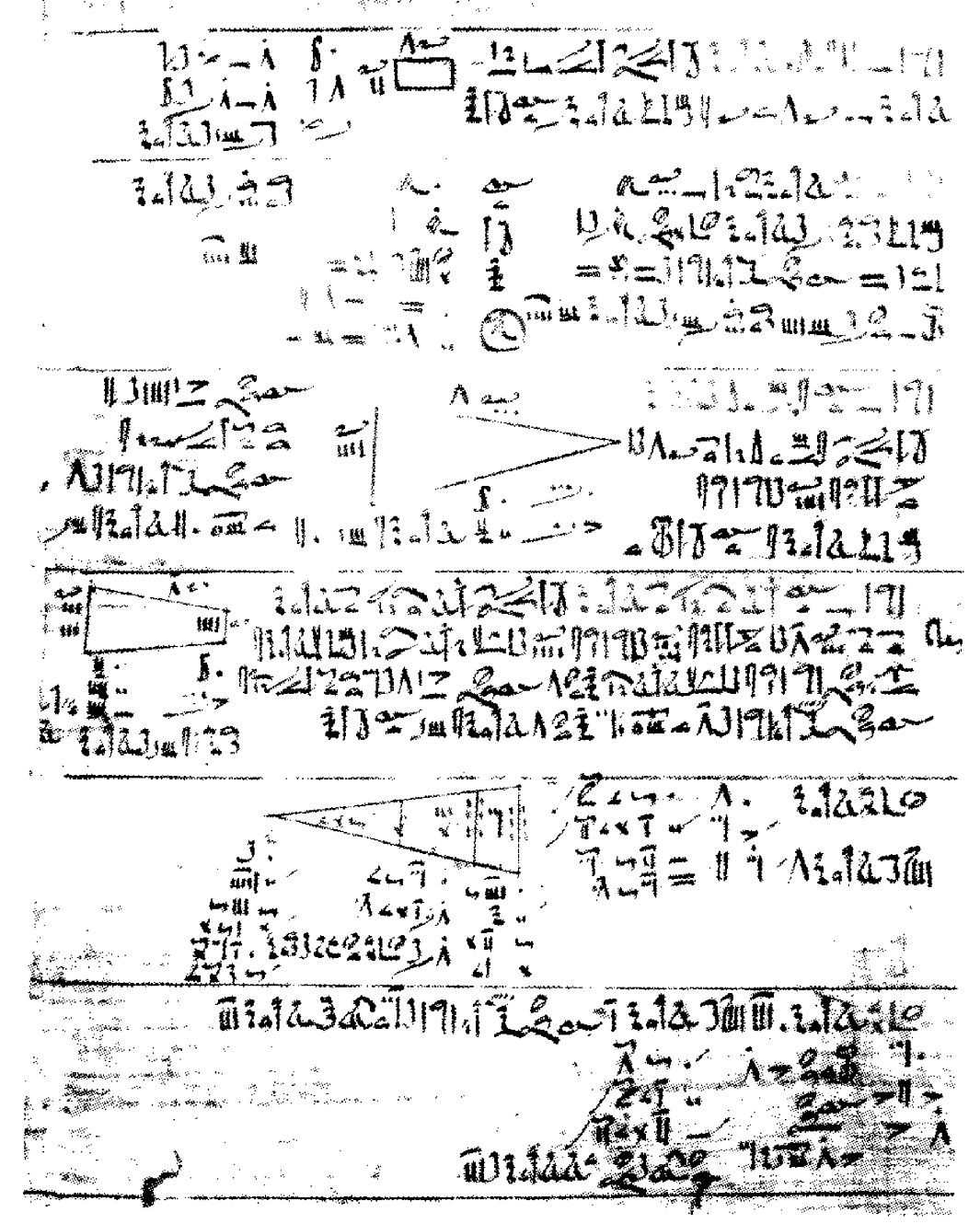

في الرياضيات، المؤثر أو المشغّل (بالإنجليزية: operator)‏ هو دالة تقوم بإنجاز نوع من العمليات على دالة أخرى. مثلا مؤثر التفاضل، عندما يوضع قبل تابع قابل للمفاضلة (f(t، فهذا يعني أن هذا التابع تجب مفاضلته بالنسبة للمتغير t.
مثال: في تفاضل دالة (F(x بالنسبة للموضع x، يرمز لها ب:
{\displaystyle f''={\frac {\mathrm {d} ^{2}f}{\mathrm {d} x^{2}}},}
فيكون المؤثر على الدالة هو :
{\displaystyle {\frac {\mathrm {d} ^{2}}{\mathrm {d} x^{2}}}}
ومؤشر آخر هو:
{\displaystyle {\frac {\mathrm {d} }{\mathrm {d} x}},}

## مؤثر لابلاس
يستخدم مؤثر لابلاس كثيرا في الرياضيات والفيزياء لأنه يسهل كتابة المعادلات :
إذا كانت الدالة {\displaystyle f(x,y,z)} لثلاثة ابعاد، يكون مؤثر لابلاس:
{\displaystyle \Delta f(x,y,z)={\frac {\partial ^{2}f}{\partial x^{2}}}+{\frac {\partial ^{2}f}{\partial y^{2}}}+{\frac {\partial ^{2}f}{\partial z^{2}}}\,.}

## اقرأ أيضا
- متوازي أضلاع القوى
- مضلع القوى
- مؤثر لابلاس
- مؤثر دل
- موتر
- مؤثر الزخم الزاوي